# Paisanos
Paisanos är en ort i Mexiko.   Den ligger i kommunen Mexquitic de Carmona och delstaten San Luis Potosí, i den centrala delen av landet, 400 km nordväst om huvudstaden Mexico City. Paisanos ligger 1 919 meter över havet och antalet invånare är 1 444.
Terrängen runt Paisanos är platt österut, men västerut är den kuperad. Terrängen runt Paisanos sluttar österut. Runt Paisanos är det tätbefolkat, med 591 invånare per kvadratkilometer. Närmaste större samhälle är San Luis Potosí, 8,3 km sydost om Paisanos. Runt Paisanos är det i huvudsak tätbebyggt.